# Aldo Florio
Aldo Florio (Sora, 3 gennaio 1925 – Roma, 20 dicembre 2016) è stato un regista e sceneggiatore italiano.

## Filmografia

### Regista
- I cinque della vendetta (1966)
- L'uomo del colpo perfetto (1967)
- Tutto sul rosso (1968)
- Anda muchacho, spara! (1971)
- Una vita venduta (1976)
- Crimine contro crimine (1998)

### Sceneggiatore
- Anno 2020 - I gladiatori del futuro, regia di Joe D'Amato (1982)
- Endgame - Bronx lotta finale, regia di Joe D'Amato (1983)

### Soggetto
- Il ficcanaso, regia di Bruno Corbucci (1980)